# Eumyzus clinopodii
Eumyzus clinopodii är en insektsart. Eumyzus clinopodii ingår i släktet Eumyzus och familjen långrörsbladlöss. Inga underarter finns listade i Catalogue of Life.